# Алија Балијагић
Алија Балијагић (Бање Село, Бијело Поље, 1960) је убица који је у ноћи између 25. и 26. октобра 2024. извршио двоструко убиство, убивши две старије особе, брата Ј.М (60) и сестру М.М (69) у њиховој пoродичној кући у селу Соколац надомак Бијелог Поља. Познат је полицији као вишеструки повратник и починилац у вршењу више кривичних дела из области имовинских деликата и силовања.

## Потрага
Након пријављивања убиства, све расположиве полицијске јединице, противтерористичке јединице, полицијски пси и хеликоптерска јединица Министарства унутрашњих послова и Војске Црне Горе су преузеле интезивне активности у циљу лоцирања и хапшења Алије. Након пар дана интезивне портаге, полиција је блокирала све прилазе бјелопољском селу Кукуље које се налази на 10 км од границе са Србијом, где је по пријави мештанке уочен убица. Полиција је почела да претражује села и погранични део Црне Горе и Србије. На предлог Вишег државног тужилаштва у Бијелом Пољу, судија за истрагу Вишег суда је расписао међународну потерницу.
Министар унутрашњих послова Ивица Дачић је 1. новембра издао наредбу да се припадници Специјалне антитерористичке јединице и Жандармерије пошаљу у Пријепоље у циљу потраге и хапшења убице. Балијагић је виђен у околини Пријепоља од стране ловаца, а касније је виђен у једном селу близу границе са Црном Гором, где је свратио у кућу једне мештанке, која је касније обавестила полицију. Припадници МУП-а, односно полиције, граничне полиције, Жандармерије и САЈ-а су од раних јутарњих часова 3. новембра извршили обилазак и прегледање више од 80 објеката на различитим локацијама, као што су, куће, напуштени објекти, штале, амбаре и свега што убица може да користи за скривање. Ради се о јако неприступачном терену пуном увала и вртача где постоји могућност лаког скривања и бекства осумњиченог. У саму потеру, односно, претрагу терена су укључени дронови, термовизијске камере, пси трагачи и друга опрема.
У селу Прибојска Голеша ухапшен је 21. новембра 2024. године у 3.05 часова од стране припадника Специјалне антитерористичке јединице Србије уз садејство других полицијских снага.